# Liste de personnalités nées au Nouveau-Brunswick
Voici une liste de personnes nées dans la province canadienne du Nouveau-Brunswick:

## XVIIIesiècle
- Peter Fraser (en) (1765-1840), marchand et homme politique

## XIXesiècle

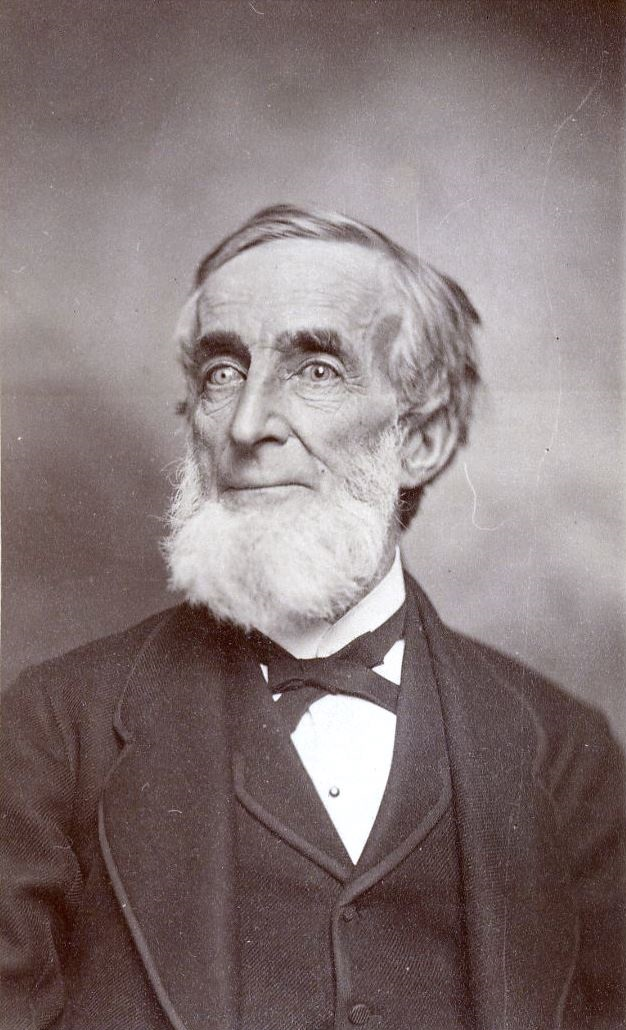
Thomas Storrow Brown

- Thomas Storrow Brown (1803-1888), homme d'affaires, journaliste, officier de la Rébellion des Patriotes
- William Bliss Carman (1861-1929), poète
- Richard Bedford Bennett (1870-1947), 11e Premier ministre du Canada de 1930 à 1935
- Sam De Grasse (1875-1953), acteur
- Andrew Bonar Law (1858-1923), Premier ministre du Royaume-Uni de 1922 à 1923
- Walter Pidgeon (1897-1984), acteur
- Kenneth Colin Irving (1899-1992), industriel
- W. A. C. Bennett (1900-1979), premier ministre de la Colombie-Britannique de 1952 à 1972

## XXesiècle

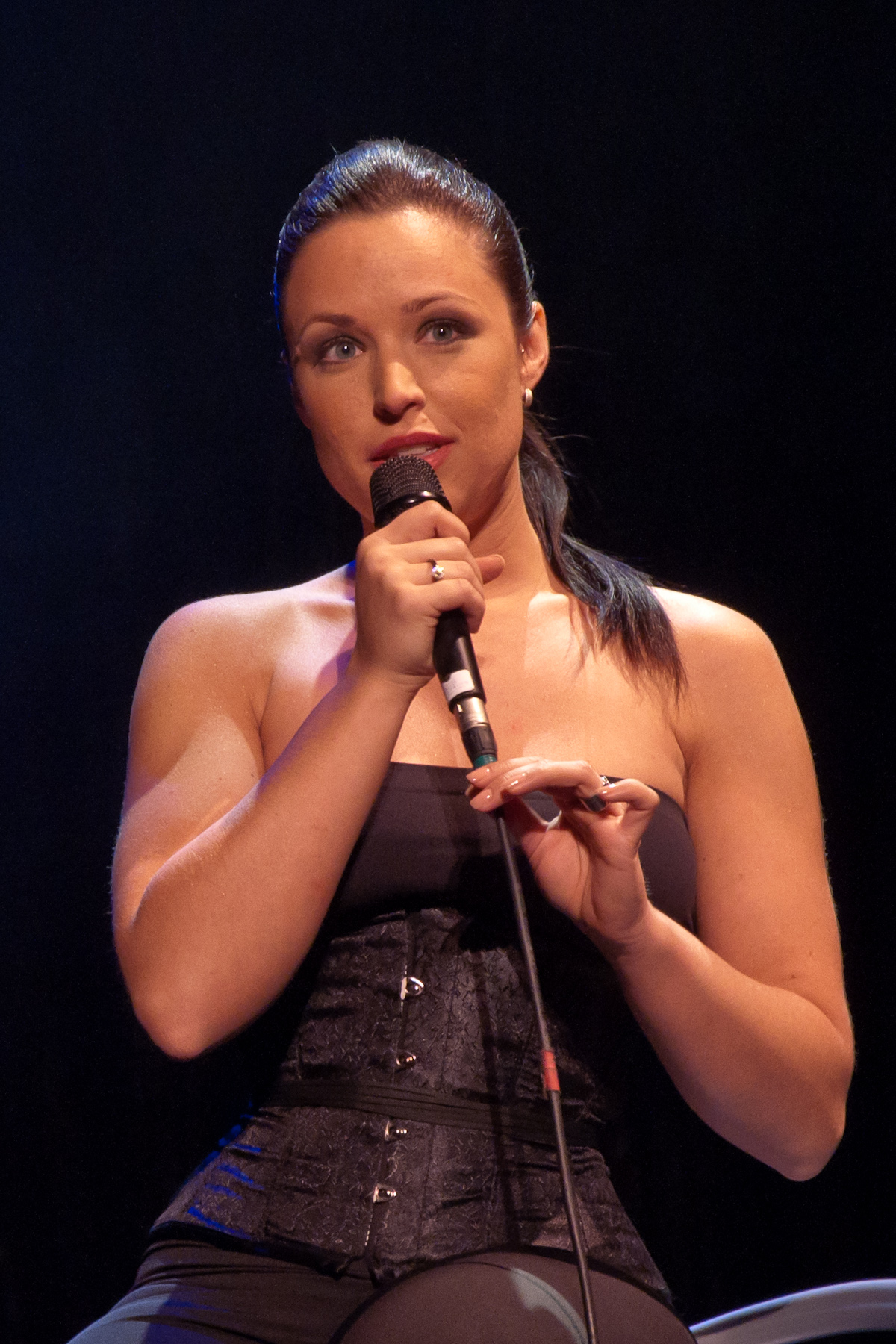
Natasha St-Pier

- John Peters Humphrey (1905-1995), avocat, diplomate et principal auteur de la Déclaration universelle des droits de l'homme
- Gordie Drillon (1913-1986), joueur étoile de la Ligue nationale de hockey
- Louis Robichaud (1925-2005), premier ministre du Nouveau-Brunswick de 1960 à 1970
- Harrison McCain (1927-2004), homme d'affaires
- Roméo LeBlanc (1927-2009), gouverneur général du Canada de 1995 à 1999
- Antonine Maillet (née en 1929), auteure acadienne, lauréate du Prix Goncourt
- Wallace McCain (1930-2011), hommes d'affaires et entrepreneur, cofondateur de la société multinationale McCain Foods
- Yvon Durelle (1929-2007), champion de boxe
- William Lloyd Hoyt (en) (né en 1930), juge
- Donald Sutherland (né en 1935), acteur
- Willie O'Ree (né en 1935), premier hockeyeur noir de la Ligue nationale de hockey
- Lyman Ward (né en 1941), acteur
- Ron Turcotte (né en 1941), jockey
- Ernest Léger (né en 1944), archevêque de Moncton de 1996 à 2000
- Danny Grant (né en 1945), joueur de hockey
- David Adams Richards (né en 1950), auteur
- Yvon Vautour (né en 1956), joueur de hockey
- Michel Cormier (né en 1957), journaliste
- Roland Melanson (né en 1960), joueur de hockey
- Roch Voisine (né en 1963), chanteur
- Rhéal Cormier (né en 1967), joueur de la Major League Baseball
- Matt Stairs (né en 1968), joueur de la Major League Baseball
- Robb Wells (né en 1971), acteur
- Frédéric Niemeyer (né en 1976), joueur de tennis
- Natasha St-Pier (née en 1981), chanteuse
- René Duprée (né en 1983), lutteur de la WWE
- JP Leblanc (né en 1985), guitariste et chanteur
- Lisa LeBlanc (née en 1990), auteure-compositrice-interprète